# В лісах під Ковелем
«В ліса́х під Ко́велем» (рос. «В лесах под Ковелем») — радянський 3-серійний фільм 1984 року виробництва кіностудії ім. О. Довженка. В основу покладені мемуари двічі Героя Радянського Союзу О. Федорова про патризанську війну 1943 року в районі Ковельського залізничного вузла.

## У ролях
- Олексій Булдаков — О. Федоров
- Віктор Уральський — М.І. Калінін
- Ігор Слободський — начальник штабу
- Валентин Черняк — Д. Коротченко
- Віра Саранова — Маруся Коваленко
- Віктор Фокін — Всеволод Клоков
- Леонід Білозорович — Микола Трофимов
- Наталія Сумська — Марина
- Олександр Костилєв — Тарас
- Євген Пашин
- Володимир Шпудейко
- Йосип Найдук
- Володимир Антонов
- Геннадій Болотов - Дружинін

## Знімальна група
- Сценарист: Євген Митько
- Режисер-постановник: Юрій Тупицький
- Оператор-постановник: Вадим Іллєнко
- Художник-постановник: Віталій Шавель
- Композитор: Валерій Кікта
- Режисер: Вітольд Янпавліс
- Оператори: Ігор Чепусов, В. Пономарьов
- Звукооператор Євген Пастухов
- Монтажер: Марія Зорова
- Костюми: Валентина Горлань
- Грим: А. Лосєвої, Олени Маслової
- Художник-декоратор: А. Зарецький
- Комбіновані зйомки: 
  - оператор: Валерій Осадчий
  - художник: Володимир Дубровський
  - піротехнік: Петро Приходько
- Асистенти:
  - режисера: А. Капацевіч, В. Капітоненко
  - оператора: А. Бандровський
- Майстер-светотехник: О. Спиридонов
- Майстер-піротехнік: М. Попов
- Редактор: Рената Король